# Erich Maren Schlaikjer
Erich Maren Schlaikjer (ur. 22 listopada 1905 w Newtown, zm. 5 listopada 1972), amerykański geolog i łowca dinozaurów.

## Życiorys
Wraz z Barnum Brownem odkrył dwa gatunki dinozaurów: Pachycephalosaurus (1943) i Dromaeosaurus (1922), oraz samodzielnie wymarłego tapira Miotapirus (1937).

## Publikacje
- Schlaikjer E.M. (1931) Description of a new Mesohippus from the White River formation of South Dakota: New England Zool. Club Proc., 12, pp35-36.
- Schlaikjer E.M. (1932) The osteology of Mesohippus barbouri: Mus. Comp. Zool. Bull., 72, pp391-410.
- Brown B., Schlaikjer E.M. (1937) The skeleton of Styracosaurus with the description of a new species: Am. Mus. Novitates. 955 p1-12.